# Henrique III de Inglaterra
Henrique III (1 de outubro de 1207 – 16 de novembro de 1272), também conhecido como Henrique de Winchester, foi o Rei da Inglaterra, Lorde da Irlanda e Duque da Aquitânia de 1216 até á sua morte. Filho do rei João da Inglaterra e de Isabel de Angolema, Henrique assumiu o trono com apenas nove anos de idade no meio da Primeira Guerra dos Barões. O cardeal Guala Bacchieri declarou que a guerra contra os barões rebeldes era uma cruzada religiosa, e as forças reais lideradas por Guilherme Marechal derrotaram os rebeldes em 1217 nas batalhas de Lincoln e Sandwich. Henrique prometeu respeitar a Magna Carta de 1215, que limitava o poder real e protegia os direitos dos grandes barões. O início do seu reinado foi dominado primeiramente por Humberto de Burgh e depois por Pedro des Roches, que restabeleceram a autoridade real depois da guerra. Uma revolta liderada por Ricardo Marechal, filho de Guilherme, começou em 1232 e terminou com um acordo de paz negociado pela Igreja.
Henrique passou a governar a Inglaterra pessoalmente em vez de utilizar ministros. Viajou menos que monarcas anteriores, investindo pesadamente em alguns palácios e castelos favoritos. Casou-se com Leonor da Provença e teve cinco filhos. Henrique era conhecido por sua piedade, por realizar grandes cerimônias religiosas e por generosas doações à caridade; o rei era particularmente devoto à figura de Eduardo, o Confessor, adotando-o como padroeiro. Ele tirou grandes quantias de dinheiro dos judeus na Inglaterra, prejudicando a sua capacidade de conduzir negócios, e enquanto as suas ações pioravam ele apresentou o Estatuto dos Judeus, tentando segregar a comunidade. O rei invadiu o Condado de Poitou em 1242 numa tentativa para reconquistar as suas terras familiares na França, levando à desastrosa Batalha de Taillebourg. Depois disso Henrique passou a contar com a diplomacia, cultivando uma aliança com o imperador Frederico II do Sacro Império Romano-Germânico. Apoiou o irmão Ricardo da Cornualha na sua candidatura a Rei dos Romanos em 1256, porém não conseguiu colocar o filho Edmundo no trono da Sicília. Henrique planejava partir em cruzada até o Levante, porém foi impedido por rebeliões na Gasconha.
O governo de Henrique estava cada vez mais impopular em 1258, resultado do fracasso de dispendiosas políticas externas, da notoriedade de seus meio-irmãos poitevinos, os Lusinhão, e por causa do papel dos seus oficiais locais ao coletar impostos e débitos. Uma coalizão de barões, inicialmente e provavelmente apoiada por Leonor, tomou o poder num golpe de estado que expulsou os poitevinos da Inglaterra, reformando o governo real através de um processo chamado de Provisões de Oxford. Henrique e o governo de barões promulgou uma paz com a França em 1259, em que Henrique entregava seus direitos de terras na França em troca de ser reconhecido como o legítimo herdeiro da Gasconha pelo rei Luís IX da França. O regime baronial caiu, porém o rei não conseguiu reformar um governo estável e a instabilidade continuou na Inglaterra.
Simão de Monfort, um dos barões mais radicais, chegou ao poder em 1263 e iniciou a Segunda Guerra dos Barões. Henrique conseguiu convencer Luís a apoiar a sua causa e a mobilizar um exército. A Batalha de Lewes aconteceu em 1264 e o rei foi derrotado e feito prisioneiro. O seu filho mais velho, Eduardo, escapou e derrotou Simão na Batalha de Evesham um ano depois, libertando o pai. Henrique inicialmente começou uma severa vingança contra os rebeldes restantes, porém foi persuadido pela Igreja a modificar as suas políticas através da Máxima de Kenilworth. A reconstrução foi lenta e Henrique teve de concordar com várias medidas, incluindo uma maior supressão dos judeus por forma a manter o apoio dos barões e da população. Henrique morreu em 1272, deixando Eduardo como seu sucessor. Ele foi enterrado na Abadia de Westminster, que havia reconstruído durante a segunda metade de seu reinado, e foi colocado na sua presente tumba em 1290. Alguns milagres foram declarados após sua morte mas ele nunca foi canonizado. O reinado de 56 anos de Henrique é o quinto mais longo da história inglesa.

## Infância

Terras de João na França, c. 1200

Henrique nasceu no Castelo de Winchester em 1 de outubro de 1207. Era o filho mais velho do rei João da Inglaterra e Isabel de Angolema. Pouco se sabe sobre seu início de vida. Foi inicialmente criado no Sul da Inglaterra por uma ama de leite chamada Ellen, longe da corte itinerante de João, provavelmente tendo relações próximas com a mãe. Henrique tinha quatro irmãos legítimos – Ricardo, Joana, Isabel e Leonor – e vários ilegítimos. Sua educação ficou com Pedro des Roches, Bispo de Winchester, em 1212; sob sua direção, Henrique recebeu treinamento militar com Filipe D'Aubigny e aprendeu a cavalgar, provavelmente com Rogério de St Samson.
Tampouco se sabe sobre sua aparência: ele provavelmente tinha por volta de 1,68 m de altura, com relatos registrados após sua morte sugerindo que tinha uma constituição forte e uma queda da pálpebra. Henrique ocasionalmente mostrava relances de um temperamento feroz, porém o historiador David Carpenter o descreve em sua maior parte do tempo como possuindo uma personalidade "amável, fácil e simpática". Era inalterado e honesto, mostrando suas emoções facilmente e caindo às lágrimas por sermões religiosos.
No início do século XIII, a Inglaterra era parte de um império que espalhava-se pelo oeste da Europa. Henrique teve seu nome pelo avô o rei Henrique II, que havia construído uma vasta rede de terras que vinham da Escócia e Gales, passavam pela Inglaterra, além do Canal da Mancha para os territórios da Normandia, Bretanha, Maine e Anjou no noroeste da França, e também Poitou e Gasconha do sudoeste. A coroa francesa foi fraca por anos, permitindo que Henrique II e seus filhos Ricardo I e João dominassem a França.
João perdeu a Normandia, Bretanha, Maine e Anjou em 1204 para o rei Filipe II da França, deixando o poder inglês no continente limitado à Gasconha e a Poitou. João aumentou os impostos para poder pagar campanhas militares a fim de reconquistar suas terras, porém revoltas surgiram entre os barões ingleses; o rei procurou novos aliados ao declarar a Inglaterra um feudo papal, devendo fidelidade ao papa. Em 1215, João e os barões rebeldes negociaram um potencial tratado de paz, a Magna Carta. O tratado limitaria potenciais abusos do poder real, desmobilizaria os exércitos rebeldes e armaria um arranjo de divisão de poder, porém na prática nenhum dos lados cumpriu com as condições. João e os barões realistas repudiaram a Magna Carta e iniciaram a Primeira Guerra dos Barões, com os barões rebeldes sendo auxiliados pelo filho de Filipe, o futuro Luís VIII, que reivindicava o trono inglês. A guerra logo chegou em um impasse, com nenhum dos lados alcançando a vitória. João adoeceu e morreu na noite do dia 18 de outubro de 1216, deixando Henrique, então com nove anos de idade, como seu sucessor.

## Minoridade

### Coroação

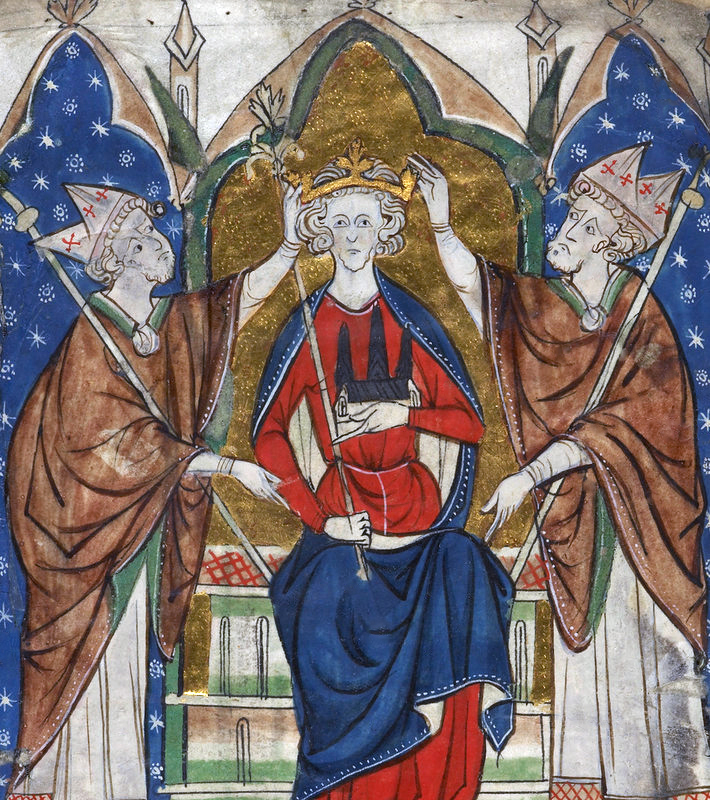
Representação da primeira coroação de Henrique em 1216

Quando João morreu, Henrique estava em segurança no Castelo de Corfe em Dorset junto com a mãe. João, em seu leito de morte, nomeou treze executores para ajudar Henrique a reconquistar seu reino, pedindo para que o filho fosse colocado sob a tutela de Guilherme Marechal, um dos cavaleiros mais famosos da Inglaterra. Os líderes realistas decidiram coroar Henrique imediatamente para reforçar sua reivindicação ao trono e legitimidade. Guilherme o fez cavaleiro e o cardeal Guala Bicchieri, legado papal, supervisionou a cerimônia de coroação que ocorreu no dia 28 de outubro na Catedral de Gloucester. Na ausência dos arcebispos da Cantuária e Iorque, ele foi ungido pelos bispos de Worcester e Exeter e coroado por Pedro des Roches. A coroa real havia sido vendida ou perdida durante a guerra civil, então a cerimônia usou uma simples coroa de ouro pertencente à rainha Isabel.
O jovem rei herdou uma situação difícil, com metade da Inglaterra ocupada por forças rebeldes e a maior parte das possessões continentais de seu pai ainda nas mãos francesas. Porém, ele tinha um apoio substancial na pessoa de Bacchieri, que queria vencer a guerra civil para Henrique e punir os rebeldes. O cardeal partiu para fortalecer as ligações entre a Inglaterra e o papado, algo iniciado pela própria coroação, em que Henrique prestou homenagem e reconheceu o papa como seu senhor feudal. O papa Honório III declarou que o rei era seu vassalo e protegido, e que o legado tinha autoridade total para proteger Henrique e seu reino. Como medida extra, Henrique tomou a cruz e se declarou um cruzado intitulado a proteção especial de Roma.
Dois nobres destacaram-se como candidatos ao governo regencial de Henrique. O primeiro era Guilherme Marechal, 1.º Conde de Pembroke, que, mesmo em idade avançada, era renomado por sua lealdade pessoal e poderia ajudar a apoiar a guerra com seus próprios homens e equipamentos. O segundo era Ranulfo de Blondeville, 6.º Conde de Chester, um dos barões realistas mais poderosos. Guilherme diplomaticamente esperou que Bacchieri e Ranulfo pedissem para que ele assumisse o cargo antes de tomar o poder. Ele então nomeou des Roches como guardião do rei, permitindo que liderasse o esforço militar.

### Fim da Guerra dos Barões

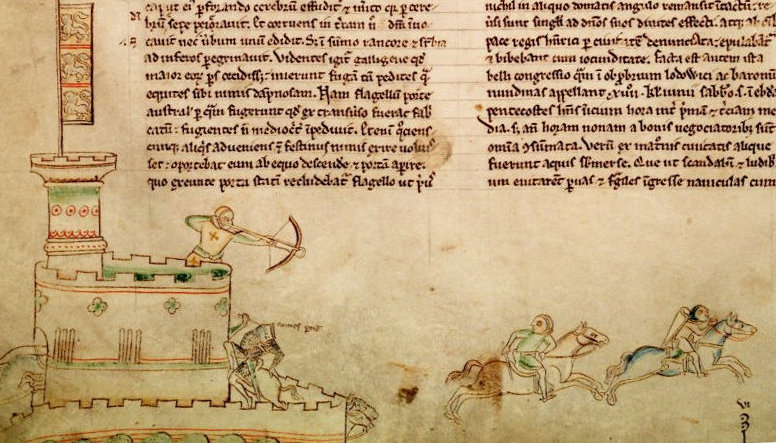
A Batalha de Lincoln em 1217, mostrando a morte de Tomás de Perche. Por Mateus de Paris, no Corpus Christi College.

A guerra não estava indo bem para os realistas e o novo governo regencial considerou uma retirada da Irlanda. Entretanto, Luís e os rebeldes também estavam enfrentando dificuldades para avançar. Apesar de controlar a Abadia de Westminster, Luís não podia ser coroado porque a Igreja da Inglaterra e o papado apoiavam Henrique. A morte de João havia atrapalhado algumas das preocupações rebeldes, com castelos reais se mantendo em partes ocupadas do país. Tentando tirar vantagem disso, Henrique encorajou os barões a voltarem para sua causa em troca do retorno de suas terras, relançando uma versão da Magna Carta, embora tendo removido algumas cláusulas incluindo aquelas desfavoráveis ao papado. A ação não foi bem sucedida e a oposição ao novo governo do rei endureceu.
Luís foi para a França em fevereiro juntar reforços. Em sua ausência, discussões começaram entre seus seguidores e Bacchieri declarou que a guerra de Henrique contra os rebeldes era uma cruzada religiosa. Isso levou a uma série de deserções no movimento rebelde, com o conflito pendendo para o lado inglês. Luís voltou no final de abril e revigorou a campanha, dividindo sua força em dois grupos: um para o norte para cercar o Castelo de Lincoln e o outro até sul para capturar o Castelo de Dover. Guilherme Marechal arriscou derrotar os rebeldes em uma única batalha ao saber da divisão. Ele marchou para o norte e atacou Lincoln em 20 de maio; entrando por um portão lateral, Guilherme tomou a cidade em uma sequência de batalhas e saques nas ruas. Vários importantes barões rebeldes foram capturados e o historiador David Carpenter considera a batalha como "uma das mais decisivas na história inglesa".

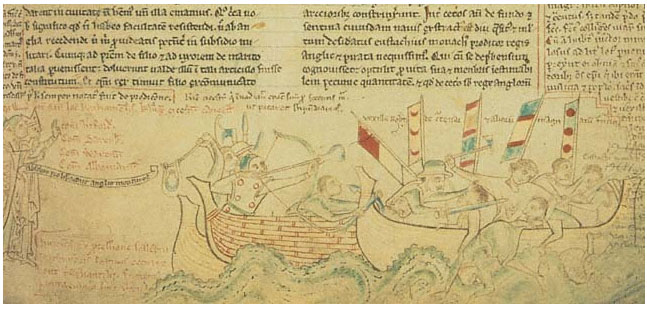
A Batalha de Sandwich, mostrando a captura da nau capitânea francesa, a execução de Eustácio de Monk (direita) e o apoio dos bispos ingleses (esquerda). Por Mateus de Paris, no Corpus Christi College.

A campanha realista parou após a Batalha de Lincoln e apenas recomeçou no final de junho quando os vitoriosos arranjaram os resgates dos prisioneiros. Luís enquanto isso estava perdendo o apoio a sua campanha e concluiu que a guerra estava perdida. O príncipe francês negociou termos com Bacchieri, sob os quais renunciaria sua reivindicação ao trono inglês; em troca, seus seguidores receberiam suas terras de volta, quaisquer sentenças de excomungação seriam revogadas e o governo de Henrique prometeria aplicar a Magna Carta. A proposta logo começou a desandar em meio a acusações de alguns que ela era muito generosa com os rebeldes, particularmente o clero que entrou na rebelião. Na falta de um acordo, Luís permaneceu em Londres com o restante das suas forças.
Uma frota francesa chegou na costa de Sandwich em 24 de agosto, trazendo soldados, máquinas de cerco e suprimentos para Luís. Humberto de Burgh, justiceiro do rei, partiu para interceptá-los, resultando na Batalha de Sandwich. A frota de Humberto espalhou os franceses e capturou sua nau capitânea, comandada por Eustácio de Monk, que foi prontamente executado. Quando Luís recebeu as notícias, entrou em novas negociações. Henrique, Isabel, Bacchieri e Guilherme chegaram a um acordo final no Tratado de Lambeth, ou Tratado de Kingston, entre os dias 12 e 13 de setembro de 1217. O tratado era similar à primeira oferta de paz, porém excluía o clero rebelde, cujas terras e nomeações permaneceram confiscadas. Luís aceitou £ 6 666 para agilizar sua partida, prometendo tentar persuadir Filipe a devolver as terras de Henrique na França. Luís deixou a Inglaterra como acordado e se juntou à Cruzada Albigense.

### Restaurando a autoridade real

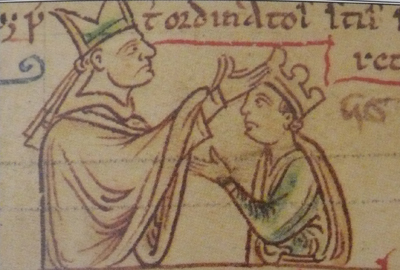
Segunda coroação de Henrique em 1220. Por Mateus de Paris

O governo de Henrique enfrentou a tarefa de restabelecer a autoridade real em grandes parte do país após o fim da guerra civil. Ao final de 1217, muitos antigos barões rebeldes estavam constantemente ignorando instruções do governo central e mesmo os apoiadores de Henrique mantiveram o controle independente dos castelos reais. Espalharam-se fortificações construídas ilegalmente, chamadas castelos adulterinos. A rede dos xerifes dos condados havia desmoronado junto com a habilidade de arrecadar impostos e receber receitas reais. O poderoso príncipe galês Llywelyn ap Iorwerth era uma grande ameaça em Gales e nas fronteiras.
Guilherme, apesar do sucessor em vencer a guerra, teve menos sucesso em restaurar o poder real após a paz. Isso ocorreu em parte porque ele não conseguiu oferecer patronages significantes, apesar dos barões realistas esperarem serem recompensados. Guilherme tentou reforçar os direitos tradicionais da coroa para aprovar casamentos e tutelas, porém teve pouco sucesso. Mesmo assim, ele não conseguiu reconstituir o corpo de juízes e abrir o tesouro real. O governo publicou a Carta da Floresta, que tentava reformar o governo real das florestas. A regência e Llywelyn chegaram a um acordo no Tratado de Worcester de 1218, porém seus termos generosos – Llywelyn efetivamente se tornou o justiceiro de Henrique em Gales – salientaram a fraqueza da coroa inglesa.

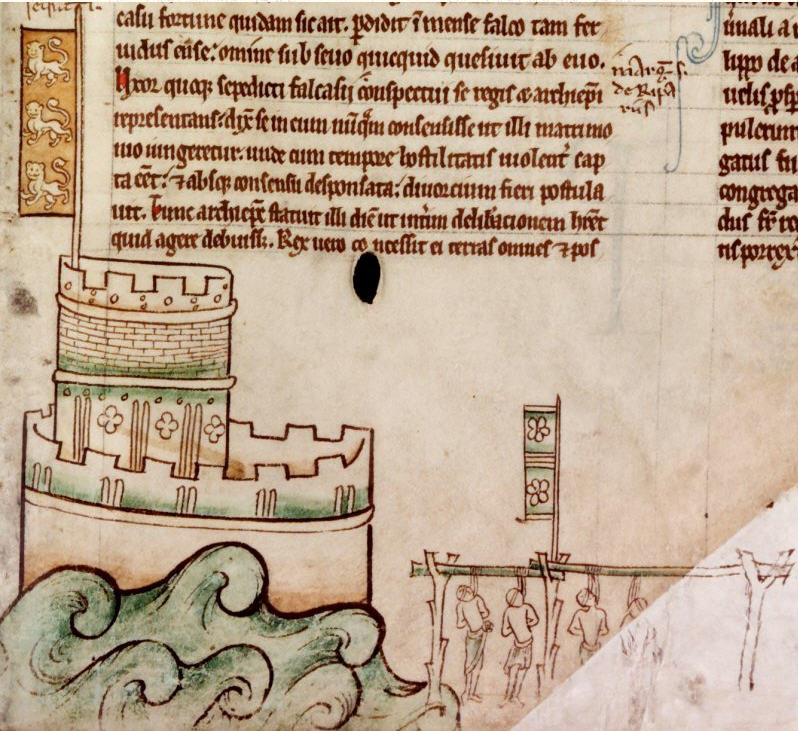
Execução da guarnição em Bedfort, 1124. Por Mateus de Paris

A mãe de Henrique não conseguiu se estabelecer como uma força política no governo regencial e acabou voltando para a França em 1217, casando-se com o poderoso nobre poitevino Hugo X, Senhor de Lusinhão. Guilherme Marechal adoeceu e morreu em abril de 1219. Foi formado um governo de substituição em volta de três ministros: Randulfo, o novo legado papal; Pedro des Roches e Humberto de Burgh. Eles foram nomeados por um grande conselho em Oxford, com o governo passando a depender desses conselheiros para ter autoridade. Humberto e Pedro eram rivais políticos, com o primeiro sendo apoiado por uma rede de barões ingleses, enquanto o segundo por nobres dos territórios de Poitou e Turene. Humberto moveu-se decisivamente contra Pedro em 1221, acusando-o de traição e removendo-o da posição de guardião do rei; o bispo deixou a Inglaterra e juntou-se às cruzadas. Randulfo foi chamado de volta a Roma no mesmo ano, deixando Humberto como a principal força do governo de Henrique.
O novo governo teve pouco sucesso, inicialmente, porém a sorte do governo de Henrique começou a mudar em 1220. O papa permitiu que o rei fosse coroado uma segunda vez usando um novo conjunto de regalias reais. A nova coroação tinha a intenção de reafirmar a autoridade do rei; Henrique prometeu restaurar os poderes da coroa, e os barões prometeram devolver os castelos reais e pagar suas dívidas sob a ameaça de excomungação. Humberto, acompanhado por Henrique, foi para Gales em 1223 suprimir Llywelyn, enquanto na Inglaterra suas forças retomaram os castelos reais. O esforço contra os últimos barões recalcitrantes terminou em 1224 com o cerco do Castelo de Belford, em que Humberto e Henrique cercaram a fortificação por oito semanas; quando finalmente caiu, quase toda guarnição foi executada.
Enquanto isso, o agora rei Luís VIII aliou-se com Hugo de Lusinhão e invadiu Poitou e depois a Gasconha. O exército de Henrique em Poitou tinha poucos recursos e apoio dos barões poitevinos, muitos dos quais sentiam-se abandonados durante os anos da minoridade do rei; como resultado, a província rapidamente caiu. Era claro que a Gasconha também cairia se reforços não fossem enviados da Inglaterra. Um grande conselho aprovou no início de 1225 um subsídio de quarenta mil libras para o envio de um exército, que rapidamente retomou o território. Em troca do apoio a Henrique, os barões exigiram que o rei republicasse a Magna Carta e a Carta da Floresta. Desta vez o rei declarou que os decretos foram publicados de sua própria "livre vontade e espontaneidade", confirmando-as com o selo real, dando às duas muito mais autoridade que versões anteriores. Os barões anteciparam que Henrique agiria de acordo com esses decretos, sujeitos às leis e moderados pelos conselhos da nobreza.

## Início de reinado

### Invasão da França

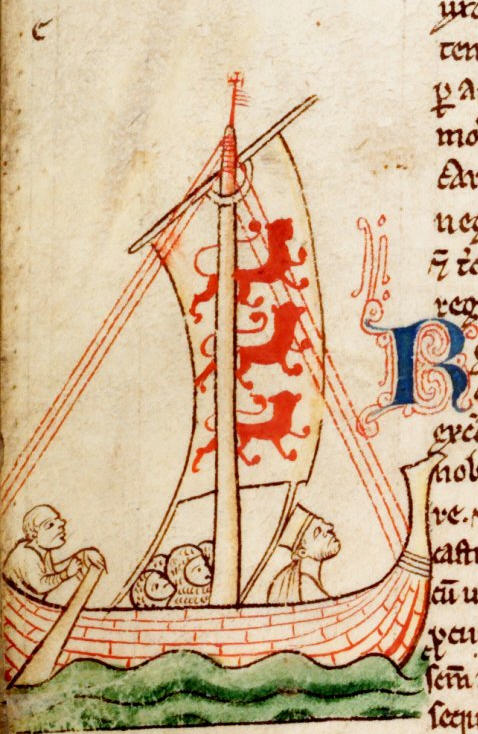
Henrique viajando para a Bretanha em 1230. Por Mateus de Paris

Henrique assumiu formalmente o controle de seu governo em janeiro de 1227, apesar de alguns contemporâneos afirmarem que ele ainda era legalmente um menor até seu vigésimo primeiro aniversário no ano seguinte. O rei recompensou Humberto de Burgh por seus serviços durante sua minoridade, transformando-o no Conde de Kent e lhe dando vastas terras na Inglaterra e Gales. Henrique, mesmo chegando na idade adulta, ainda foi muito influenciado por seus conselheiros durante os primeiros anos de seu reinado, mantendo Humberto como justiceiro para cuidar do governo e garantindo-lhe o posto para toda a vida.
O destino de suas terras familiares na França ainda permanecia incerto. Reivindicar essas terras era extremamente importante para Henrique, que usava termos como "reivindicar minha herança", "restaurar meus direitos" e "defender meus direitos legais" nos territórios em suas correspondências diplomáticas. Entretanto, os reis franceses tinham uma vantagem financeira e militar cada vez maior sobre Henrique. Mesmo durante o reinado de João, a coroa francesa tinha uma vantagem de recursos, mesmo que pequena, e desde então a diferença aumentou, com a receita anual dos reis franceses praticamente dobrando entre 1204 e 1221.
Luís VIII morreu em 1226, deixando seu filho de apenas doze anos, Luís IX, para herdar o trono apoiado por um governo regencial. O jovem rei francês estava em posição mais fraca que o pai e enfrentava a oposição de vários nobres que ainda mantinham ligações com a Inglaterra, levando a uma série de revoltas internas pelo reino. Nesse pano de fundo, no final de 1228, um grupo de nobres normandos e angevinos rebeldes em potencial falaram com Henrique sobre a possibilidade de invadir e retomar sua herança, com Pedro I, Duque da Bretanha, abertamente se revoltando contra Luís e prestando homenagem ao rei inglês.
As preparações para a invasão progrediram lentamente, e quando Henrique finalmente chegou na Bretanha em maio de 1230 com um exército, a campanha não foi bem. O rei, possivelmente seguindo o conselho de Humberto, decidiu evitar confronto com os franceses ao não invadir a Normandia, marchando para Poitou, onde ineficazmente fez campanha durante o verão antes de ir em segurança para a Gasconha. Ele fez paz com Luís até 1234 e voltou para a Inglaterra sem ter realizado nada; o historiador Huw Ridgeway descreve a expedição como um "custoso fiasco".

### Revolta de Ricardo Marechal
Humberto de Burgh perdeu o poder em 1232. Pedro des Roches, seu antigo rival, voltou das cruzadas em agosto de 1231, rapidamente aliando-se com os cada vez maiores oponentes políticos de Humberto. Ele foi até Henrique dizendo que o justiceiro havia desperdiçado dinheiro e terras reais, sendo responsável por uma série de revoltas contra clérigos estrangeiros. Humberto refugiou-se na Capela de Merton College, porém o rei o prendeu e o colocou na Torre de Londres. Pedro tomou o governo, apoiado por uma facção baronial poitevina na Inglaterra que viu a situação como uma oportunidade de recuperar terras perdidas para os seguidores de Humberto nas últimas décadas.
Pedro usou sua nova autoridade para começar a tirar as propriedades de seus oponentes, contornando a corte e os processos legais. Cresceram as reclamações de vários barões poderosos, como Ricardo Marechal, filho de Guilherme Marechal, e eles argumentaram que Henrique estava falhando em proteger seus direitos legais como descritos nas cartas régias de 1225. Uma nova guerra civil estourou entre os seguidores de Pedro e Ricardo. O primeiro enviou seus exércitos para as terras do segundo na Irlanda e Sul de Gales. Em resposta, Ricardo aliou-se com o príncipe Llywelyn e os seguidores deste rebelaram-se na Inglaterra. O rei não conseguiu ganhar uma grande vantagem militar e ficou preocupado que Luís pudesse aproveitar a oportunidade para invadir a Bretanha – onde a trégua estava prestes a terminar – enquanto distraído em casa.
Edmundo Rich, o Arcebispo da Cantuária, interveio em 1234 e realizou vários grandes conselhos, aconselhando Henrique a aceitar a resignação de Pedro. Ele concordou em fazer a paz, porém Ricardo morreu de ferimentos de batalha antes das negociações terminarem, deixando seu irmão mais novo Gilberto para herdar suas terras. O acordo final foi confirmado em maio e Henrique foi muito elogiado por sua humildade ao submeter-se a uma paz levemente embaraçosa. Enquanto isso, a trégua com a França na Bretanha terminou e o duque Pedro da Bretanha, aliado do rei inglês, foi pressionado militarmente. Henrique podia enviar apenas uma pequena força de soldados para ajudar, e assim a Bretanha foi conquistada por Luís em novembro. Nos 24 anos seguintes, Henrique governo seu reino pessoalmente ao invés de usar ministros.

## Henrique como rei

### Governo e leis

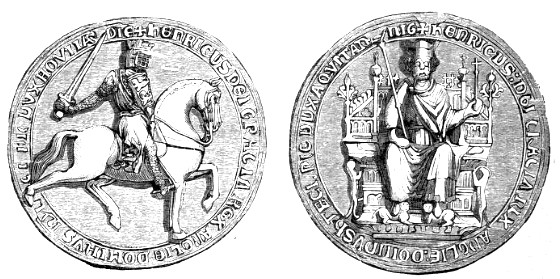
Grande selo de Henrique

O governo real da Inglaterra era tradicionalmente centralizado em vários grandes cargos de estado, ocupados por membros poderosos e independentes da baronagem. Henrique abandonou essa política, deixando o posto de justiceiro vacante e diminuindo a importância da posição de chanceler. Um pequeno conselho real foi formado, porém seu papel não era bem definido; nomeações, patronages e políticas eram decididas pessoalmente pelo rei e seus conselheiros imediatos ao invés de grandes conselhos como havia acontecido em seus primeiros anos. As mudanças dificultaram para aqueles fora do círculo influenciarem a política ou irem atrás de queixas legítimas, particularmente contra os amigos de Henrique.
Henrique acreditava que os reis deveriam governar a Inglaterra com dignidade, cercados de cerimônia e rituais eclesiásticos. Ele acreditava que seus antecessores permitiram que a coroa caísse em declínio e procurou um meio de corrigir isso durante seu reinado. Os eventos da guerra civil em sua juventude muito o afetaram posteriormente em sua vida adulta, acabando por adotar o rei e santo Eduardo, o Confessor como seu padroeiro, esperando emular o modo como o rei anglo-saxão levou paz à Inglaterra e uniu seu povo em ordem e harmonia. Henrique usou sua autoridade real brandamente, esperando apaziguar os barões mais hostis e mantar a paz do reino.
Como resultado, apesar de uma simbólica ênfase no poder real, o reinado de Henrique foi relativamente circunscrito e constitucional. Ele geralmente agia nos termos de cartas régias, que impediam que a coroa tomasse ações extrajudiciais contra barões, incluindo as multas e expropriações comuns no período de João. Entretanto, as cartas régias não tocavam nas questões polêmicas sobre a nomeação de conselheiros reais e distribuição de patronage, faltando quaisquer meios de reforçamento se o rei resolvesse ignorá-las. O reinado de Henrique ficou negligente e descuidado, resultando numa diminuição da autoridade real nas províncias e, no final, a ruína de sua autoridade na corte. A inconsistência em que ele aplicava as cartas régias ao longo de seu reinado acabou por alienar muitos barões, mesmos aqueles em sua própria facção.

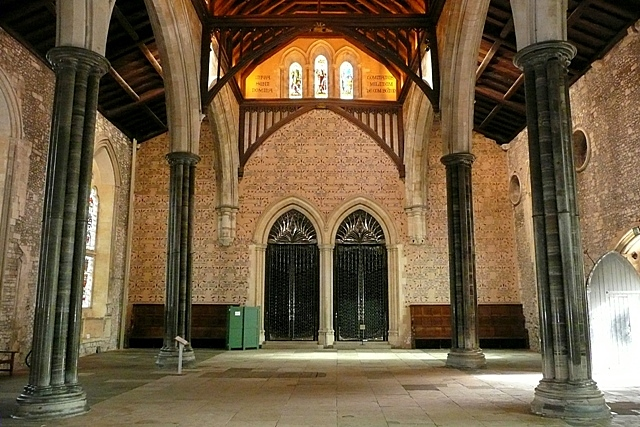
Grande Salão do Castelo de Winchester, construído por Henrique

O termo "parlamento" apareceu pela primeira vez nas décadas de 1230 e 1240 para descrever grandes reuniões nas cortes reais, com essas sendo realizadas periodicamente durante o reinado de Henrique. Eram usadas para concordar no aumento de impostos que, durante o século XIII, eram contribuições pontuais e individuais, tipicamente sobre bens móveis, que tinham a intenção de apoiar as receitas do rei para projetos particulares. Durante o reinado de Henrique, os condados começaram a enviar regularmente delegações aos parlamentos, passando a representar uma seção transversal mais ampla da comunidade do que apenas os grandes barões.
Apesar de várias cartas régias, a justiça real era inconstante e orientada pelas necessidades imediatas da política: às vezes eram tomadas medidas para resolver uma queixa baronial legítima, outras vezes o problema era ignorado. As correições reais, cortes que viajavam pelos condados para prover justiça em um nível local, tipicamente para os barões menores e pequena nobreza alegando queixas contra os principais senhores, tinham pouco poder, permitindo que os grandes barões dominassem o sistema judiciário. O poder dos xerifes reais também caiu. Eles passaram a ser homens menores nomeados pelo tesoureiro público em vez de provenientes das importantes famílias locais, com seu foco sendo a geração de receita para o rei. Suas tentativas de aplicar multas e cobrar dívidas gerou muita impopularidade entre as classes mais baixas. Diferentemente de seu pai, Henrique não explorava as grandes dívidas que os barões deviam à coroa, sendo bem lento para recolher o dinheiro que lhe era devido.

### Corte

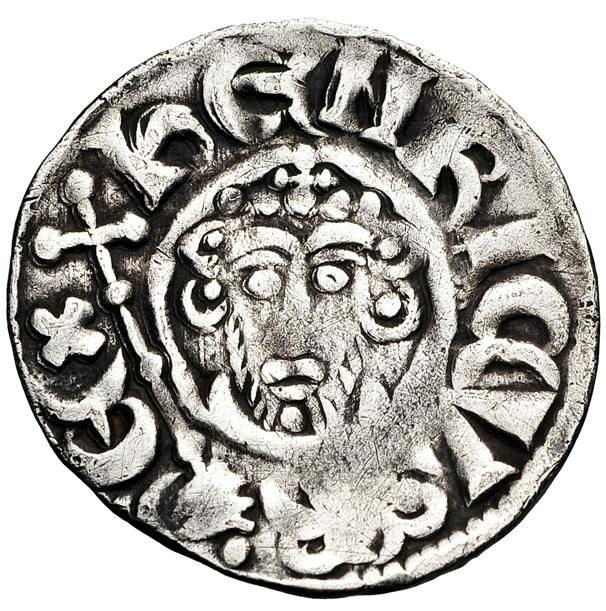
Um pêni de prata de Henrique

A corte real era formada pelos amigos de confiança de Henrique, como Ricardo de Clare, os irmãos Hugo e Rogério Bigot, Humberto de Bohun e Ricardo da Cornualha, irmão do rei. Ele queria usar sua corte para unir seus súditos ingleses e continentais, incluindo também Simão de Montfort, originalmente um cavaleiro francês que casou com Leonor, irmã de Henrique, e se tornou Conde de Leicester, além dos influxos posteriores dos parentes Lusinhão e saboianos. A corte seguia as tradições e estilos europeus, sendo influenciada pelas tradições angevinas de Henrique: francês era a língua falada e era bem próxima das cortes da França, Castela, Sacro Império Romano-Germânico e Sicília, com o rei patrocinando os mesmos escritores como outros governantes europeus.
Henrique viajou menos que reis anteriores, procurando uma vida mais tranquila e pacata e ficando em seus castelos por períodos prolongados antes de seguir em frente. Possivelmente como resultado, ele prestou mais atenção em seus palácios e casas; Henrique era, de acordo com o arquiteto histórico John Goodall, "o patrono de arte e arquitetura mais obsessivo que já ocupou o trono da Inglaterra". O rei muito usou o complexo do Palácio de Westminster em Londres, uma de suas residências favoritas, reconstruindo o palácio e a abadia ao custo de quase £ 55 000. Ele passou mais tempo em Westminster e moldou a formação da capital.
Ele gastou £ 58 000 em seus castelos reais, realizando grandes trabalhos na Torre de Londres, Lincoln e Dover. As defesas militares e acomodações internas desses castelos foram significantemente melhorados. No Castelo de Windsor, uma grande reforma produziu um pródigo complexo, cujo estilo e detalhes inspirou muitos projetos subsequentes na Inglaterra e Gales. A Torre de Londres foi expandida para formar uma fortaleza concêntrica com extensos alojamentos, apesar de Henrique usar o castelo principalmente como um retiro seguro em casa de guerra ou conflito civil. Ele também manteve um alojamento de feras na Torre, tradição iniciada por seu pai, com seus animais exóticos incluindo um elefante, um leopardo e um camelo.
Em 1247, Henrique reformou o sistema de moedas de prata da Inglaterra, deixando os pênis de prata maiores e mais pesados. Pelos custos iniciais da transição, Henrique pediu ajuda financeira ao seu irmão Ricardo para realizar a reforma, porém a recunhagem ocorreu rapidamente e eficientemente. Entre 1243 e 1258, o rei reuniu duas grandes reservas de ouro. Ele precisou gastar urgentemente uma dessas reservas em 1257 e, ao invés de vender todo o ouro depressa e por um valor baixo, resolveu introduzir pênis de ouro na Inglaterra, seguindo uma popular tendência na Itália. Os pênis de ouro eram semelhantes às moedas de ouro emitidas por Eduardo, o Confessor, porém a moeda supervalorizada levou a reclamações na Cidade de Londres e acabou sendo abandonada.

### Religião

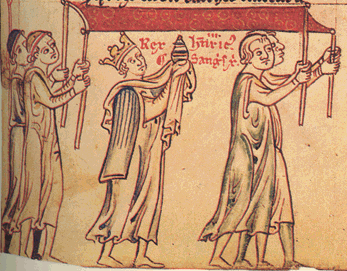
Henrique carregando a Relíquia do Sangue Sagrado até Westminster em 1247. Por Mateus de Paris

Henrique era conhecido por demonstrações públicas de piedade, aparentemente sendo genuinamente devoto. Ele promoveu ricos e luxuosos serviços religiosos e, pouco comum para o período, costumava celebrar a missa pelo menos uma vez ao dia. Ele contribuía generosamente a causas religiosas, pagando pela alimentação de quinhentos indigentes todos os dias e ajudando órfãos. Ele jejuava antes de comemorar banquetes a Eduardo, o Confessor, e pode ter lavado os pés de leprosos. Henrique partia regularmente em peregrinações, particularmente para as abadias de Bromholm, St Albans e Walsingham, apesar de aparentemente ter usado as peregrinações em certas ocasiões como desculpa para evitar ter de lidar com urgentes problemas políticos.
Henrique compartilhou muitas de suas visões religiosas com Luís, com os dois homens aparentemente competindo em suas piedades. Ao final de seu reinado, Henrique pode ter tomado a prática de curar sofredores de escrófula ao tocá-los, possivelmente emulando Luís que também fazia isso. Luís tinha uma famosa coleção de Relíquias da Paixão que guardava em Sainte-Chapelle, até levando a Vera Cruz em passeata por Paris em 1241. Henrique tomou posse da Relíquia do Sangue Sagrado em 1247, marchando por Westminster para ser colocada na Abadia de Westminster, que ele promoveu como uma alternativa de Sainte-Chapelle.
Apoiava ordens mendicantes; seus confessores eram Freis Dominicanos e Henrique construiu casas mendicantes na Cantuária, Norwich, Oxford, Reading e Iorque, ajudando a encontrar espaços para novos prédios em cidades e vilas já lotadas. Também apoiou ordens militares cruzadas, tornando-se patrono da Ordem Teutônica em 1235. As emergentes universidades de Oxford e Cambridge tiveram seus poderes reforçados e regulados, com Henrique encorajando acadêmicos a deixarem Paris para lecionarem nelas. Uma instituição rival em Northampton foi declarada pelo rei como uma mera escola e não uma universidade verdadeira.
O apoio dado pelo papado a Henrique durante seus primeiros anos teve uma duradoura influência em suas atitudes, com ele defendendo a igreja diligentemente por todo seu reinado. A Roma do século XIII era mais uma vez o centro da igreja e uma potência política, ameaçando militarmente o Sacro Império Romano-Germânico. No reinado de Henrique, o papado desenvolveu uma forte burocracia central, mantido por benefícios garantidos a clérigos ausentes em Roma. As tensões aumentaram entre essa prática e as necessidades dos paroquianos, exemplificado pela disputa de Roberto Grosseteste, Bispo de Lincoln, com o papado em 1250. Mesmo com a Igreja da Escócia se tornando mais independente da Inglaterra, os legados papais ajudaram Henrique a continuar aplicando sua influência mesmo a distância. A tentativa do papa Inocêncio IV de arrecadar fundos começou a enfrentar oposição dentro da Igreja da Inglaterra no reinado de Henrique. Em 1240, a arrecadação de impostos papais para a guerra da igreja contra Frederico II resultou em revoltas, sendo superada com a ajuda de Henrique e do papa; o dízimo cruzado na década de 1250 enfrentou oposição semelhante.

### Judeus
Os judeus da Inglaterra eram considerados propriedade da Coroa e tradicionalmente eram usados como fonte de empréstimos baratos e fácil taxação, em troca tinham proteção real contra o antissemitismo. Os judeus sofreram considerável opressão durante a Primeira Guerra dos Barões, porém nos primeiros anos de Henrique a comunidade floresceu e se tornou uma das mais prósperas da Europa. Isso foi uma postura do governo regencial, que tomou medidas para proteger os judeus e encorajar empréstimos. Isso ocorreu por interesses financeiros próprios, já que conseguiriam lucrar consideravelmente com uma comunidade judaica forte. A política ia de encontro com instruções do papa, que criara medidas rígidas antijudaicas no Quarto Concílio de Latrão em 1215; Guilherme Marechal continuou com sua política apesar das reclamações da igreja.
Henrique apresentou políticas diferentes em 1239, possivelmente tentando imitar Luís: líderes judeus pela Inglaterra foram presos e forçados a pagar fianças equivalentes a um terço de seus produtos e enormes empréstimos foram permitidos. Seguiram-se outras grandes demandas por dinheiro – por exemplo, £ 40 000 foram exigidas em 1244, com por volta de dois terços sendo recolhidos em cinco anos – destruindo a habilidade da comunidade judaica de emprestar dinheiro comercialmente. Henrique havia construído em 1232 o Domus Conversorum em Londres para ajudar converter os judeus ao cristianismo, com os esforços se intensificando depois de 1239; por volta de 10% dos judeus ingleses haviam se convertido até a década de 1250. Histórias envolvendo contos de sacrifícios de crianças apareceram nos anos 1250 e, em resposta, o rei aprovou em 1253 o Estatuto dos Judeus que tentava segregá-los e reforçar o uso da estrela amarela; ainda não é claro até onde Henrique implementou o estatuto.

## Reinado pessoal

### Casamento

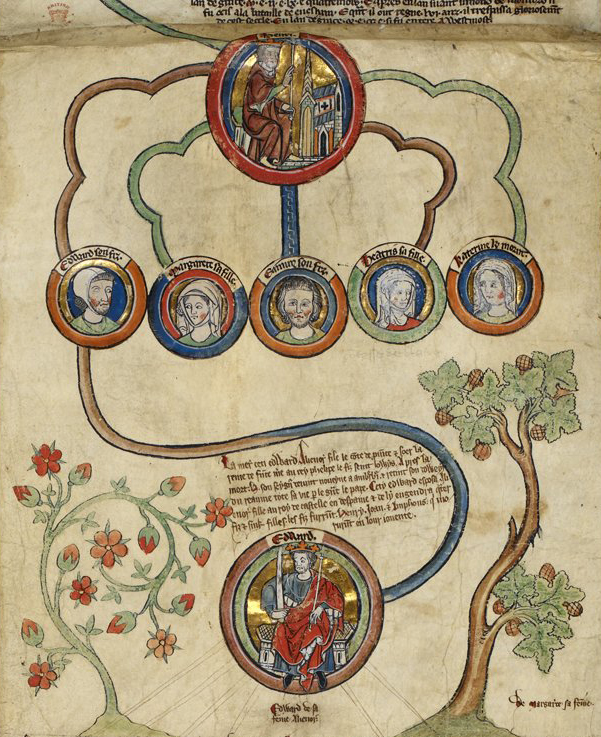
Cronologia mostrando Henrique (topo) e seus filhos. Esquerda para direita: Eduardo, Margarida, Beatriz, Edmundo e Catarina

Henrique investigou uma grande variedade de parceiras em potencial para um casamento em sua juventude, porém todas mostraram-se inadequadas por motivos de políticas internas e europeias. Ele finalmente se casou em 1236 com Leonor da Provença, filha de Raimundo Berengário IV, Conde da Provença. Leonor era bem educada, culta e articulada, porém a principal razão do casamento foi política, já que Henrique queria criar uma conjunto valioso de alianças com governantes do sul e sudoeste da França. Leonor emergiu nos anos seguintes como uma política firme e cabeça-dura. Os historiadores Margaret Howell e David Carpenter a descrevem como sendo "mais combativa" e "bem mais dura e determinada" que seu marido.
O contrato do casamento foi confirmado em 1235 e Leonor viajou para a Inglaterra para se encontrar com Henrique pela primeira vez. Os dois se casaram na Catedral da Cantuária em janeiro de 1236, com ela sendo coroada rainha em Westminster pouco depois em uma luxuosa cerimônia planejada por Henrique. Havia uma substancial diferença de idade entre o casal – Henrique tinha 28 e Leonor 12 – porém a historiadora Margaret Howell observa que o rei "era generoso, bondoso e preparado para cuidar luxuosamente de sua esposa com carinho". Ele lhe deu vários presentes e pessoalmente cuidou do estabelecimento da criadagem dela. Também a levou totalmente para sua vida religiosa, incluindo envolvê-la em sua devoção a Eduardo, o Confessor.
Apesar de preocupações iniciais que a rainha poderia ser estéril, Henrique e Leonor tiveram cinco filhos. Leonor deu à luz o primeiro filho em 1239, Eduardo, nomeado em homenagem ao Confessor. O rei ficou muito feliz e realizou enormes celebrações, doando generosamente para igreja e aos pobres a fim de encorajar Deus a proteger o filho. A primeira filha, Margarida, nasceu no ano seguinte e foi nomeada em homenagem a irmã de Leonor, com seu nascimento também sendo acompanhado por celebrações e doações aos pobres. Beatriz, a terceira criança, veio em 1242 durante uma campanha militar em Poitou e foi nomeada em homenagem a sogra de Henrique. O quarto filho, Edmundo, nasceu em 1245 e foi nomeado em homenagem ao santo Edmundo, o Mártir; preocupado com a saúde de Leonor, Henrique doou grandes quantias de dinheiro a igreja durante toda a gravidez. A última criança e terceira menina, Catarina, nasceu em 1253 mas logo adoeceu, possivelmente como resultado de uma doença degenerativa como Síndrome de Rett, sendo incapaz de falar. Ela morreu em 1257 e o rei ficou muito abalado. Seus filhos passaram a maior parte de suas infâncias no Castelo de Windsor e Henrique parece ter sido muito apegado a eles, raramente passando prolongados períodos de tempo longe da família.
Muitos dos parentes saboianos de Leonor foram com ela para a Inglaterra. Pelo menos 170 saboianos vieram de Saboia, Borgonha e Flandres, incluindo os tios da rainha: Bonifácio se tornou Arcebispo da Cantuária e Guilherme se tornou o principal conselheiro do rei por um curto período. Henrique arranjou casamentos para muitos deles na nobreza inglesa, uma prática que inicialmente causou tensões com os barões, que resistiam à passagem de propriedades para as mãos de estrangeiros. Os saboianos tomavam cuidado para não exacerbar a situação e tornaram-se cada vez mais integrados com a sociedade baronial, formando uma importante base política para Leonor.

### Poitou e Lusinhão

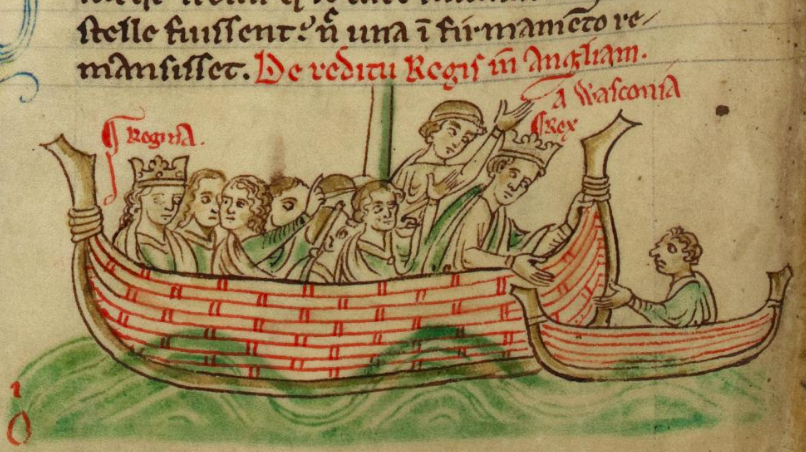
Leonor e Henrique retornando de Poitou em 1243. Por Mateus de Paris

Em 1241, os barões de Poitou, incluindo Hugo de Lusinhão, o padrasto de Henrique, rebelaram-se contra o rei Luís. Os rebeldes contavam com a ajuda de Henrique, porém ele não tinha apoio interno e estava lento para mobilizar um exército, chegando na França apenas no verão seguinte. Sua campanha hesitou e foi minada por Hugo mudando de lado e voltando a apoiar Luís. Em 20 de maio, o exército de Henrique foi cercado pelos franceses em Taillebourg; Ricardo, irmão do rei inglês, persuadiu os franceses a adiar o ataque e Henrique aproveitou para fugir até Bordéus. Simão de Monforte, que lutou uma ação de retaguarda bem sucedida durante a retirada, ficou furioso com a incompetência do rei e disse que ele deveria ser preso como o rei carolíngio Carlos, o Simples. A rebelião em Poitou ruiu e Henrique entrou em nova trégua de cinco anos; sua campanha foi um desastre e custou mais de £ 80 000.
Logo após a revolta, o poder francês cresceu sobre Poitou e passou a ameaçar os interesses da família de Lusinhão. Henrique encorajou em 1247 seus parentes a viajar para Inglaterra, onde foram recompensados com grandes propriedades, principalmente aos custos dos barões ingleses. Mais poitevinos os seguiram até que por volta de cem estavam estabelecidos na Inglaterra, com dois terços recebendo subsídios do rei de valor de £66 ou mais. Henrique encorajou alguns a ajudá-lo no continente; outros agiram como mercenários e agentes diplomatas ou lutando em nome de Henrique em campanhas europeias. Muitos receberam propriedades ao longo das contestadas Bordas Galesas ou na Irlanda, onde protegiam as fronteiras. Para Henrique, a comunidade era um importante símbolo de suas esperanças de um dia reconquistar Poitou e suas outras terras francesas, com muitos Lusinhão tornando-se amigos de seu filho Eduardo.
A presença da família estendida de Henrique na Inglaterra gerou muita controvérsia. Preocupações foram levantadas por crônicos contemporâneos – especialmente nos trabalhos de Rogério de Wendover e Mateus de Paris – sobre o número de estrangeiros, com o historiador Martin Aurell percebendo a existência de conotações xenofóbicas em seus comentários. O termo "poitevinos" ficou vagamente aplicado a esse grupo, mesmo com muitos tendo vindo de Anjou e outras partes da França. Ao final da década de 1250 havia uma grande rivalidade entre os relativamente bem estabelecidos saboianos e os recém chegados poitevinos. Os Lusinhão começaram a infringir a lei com impunidade, perseguindo queixas pessoais contra outros barões e os saboianos, com Henrique fazendo praticamente nada para restringi-los. A antipatia geral contra os poitevinos se transformou em ódio por 1258, com Simão de Monforte sendo um dos principais críticos.

### Gales, Irlanda e Escócia
A posição de Henrique em Gales se fortaleceu nas duas primeiras décadas de seu reinado pessoal. Após a morte de Llywelyn em 1240, o poder do rei cresceu. Três campanhas militares foram realizadas na década de 1240, novos castelos foram construídos e as terras reais em Cheshire foram expandidas, aumentando o domínio de Henrique sobre os príncipes galeses. Dafydd, filho de Llywelyn, resistiu as incursões mas morreu em 1246, com Henrique confirmando no ano seguinte o Tratado de Woodstock com Owain Goch ap Gruffydd e Llywelyn ap Gruffudd, netos de Llywelyn, em que eles cediam terras ao rei enquanto mantinham o coração do Reino de Venedócia. No Sul de Gales, Henrique gradualmente estendeu sua autoridade pela região, entretanto as campanhas não foram perseguidas com vigor e ele fez pouco para impedir que os territórios ao longo da fronteira se tornassem cada vez mais independentes da coroa. Porém, Llywelyn ap Gruffudd rebelou-se contra Henrique em 1256 com violências generalizadas espalhando-se por Gales; o rei prometeu uma resposta militar mas não cumpriu as ameaças.
A Irlanda era importante para Henrique, tanto como uma fonte de propriedades que poderiam ser entregues a apoiadores quanto como fonte de receita real – uma média de £1 150 eram enviadas da Irlanda para a coroa anualmente durante o meio de seu reinado. Os grandes proprietários de terra olhavam para a corte do rei em busca de liderança política, com muitos possuindo propriedades em Gales e na Inglaterra. A década de 1240 teve grandes mudanças nas propriedades de terra por causa de mortes entre os barões, permitindo que Henrique redistribuísse terras irlandesas para seus apoiadores. Ele deu várias concessões de terras ao longo da fronteira na década seguinte, criando uma zona de segurança contra os nativos irlandeses; os reis irlandeses passaram a sofrer assédios cada vez maiores enquanto o poder inglês crescia gradualmente pela região. Essas terras eram em muitos casos inúteis para os barões manterem e o poder inglês chegou ao seu apogeu na Idade Média durante o reinado de Henrique. Em 1254, o rei deu a Irlanda para o filho Eduardo, sob a condição que ela nunca fosse separada da coroa.
Henrique manteve a paz com a Escócia durante seu reinado, onde era o senhor feudal de Alexandre II. Henrique presumiu que tinha o direito de interferir nos assuntos escoceses e levantou a questão de sua autoridade em certos momentos, porém não tinha a inclinação ou recursos para fazer mais. Alexandre havia ocupado partes do norte da Inglaterra durante a Primeira Guerra dos Barões, porém foi excomungado e forçado a recuar. Ele casou-se com Joana, irmã de Henrique, em 1221, e depois ele e o rei inglês assinaram o Tratado de Iorque, assegurando as fronteiras dos dois reinos. Henrique fez Alexandre III um cavaleiro, o casou com sua filha Margarida em 1251 e, apesar da recusa do rei escocês de prestar homenagem ao inglês, ambos possuíam uma boa relação. Henrique resgatou Alexandre e Margarida do Castelo de Edimburgo quando foram aprisionados em 1255 por barões escoceses rebeldes e tomou medidas para manejar o governo de Alexandre durante os anos de sua minoridade.

### Estratégia europeia

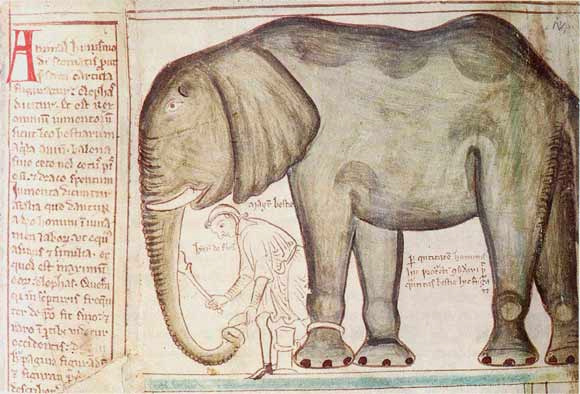
O elefante de Henrique, presente de Luís IX. Por Mateus de Paris

Henrique não teve outras oportunidades para reconquistar suas possessões na França após a derrota em Taillebourg. Seus recursos eram bem inadequados comparados àqueles da coroa francesa, e no final da década de 1240 ficou claro que Luís havia se tornado a potência predominante na França. Henrique acabou adotando aquilo que o historiador Michael Clanchy descreveu como "estratégia europeia", tentando reconquistar suas terras francesas através da diplomacia do que pela força, construindo alianças com outros estados e preparando para colocar pressão em Luís. Particularmente, ele cultivou Frederico II, esperando que o imperador fosse virar-se contra o rei francês ou permitir que sua nobreza entrasse nas campanhas de Henrique. Sua atenção no processo ficou cada vez mais focada nas políticas e eventos europeus do que em questões internas inglesas.
As Cruzadas eram uma causa popular no século XIII, com Luís juntando-se em 1248 a mal-fadada Sétima Cruzada, tendo antes feito um acordo com a Inglaterra e recebido garantias que o papa iria proteger suas terras contra quaisquer possíveis ataques de Henrique. Henrique poderia até ter participado da cruzada, porém a rivalidade entre os dois reis tornou isso impossível e, depois da derrota de Luís na Batalha de al-Mansura em 1250, ele anunciou que realizaria sua própria cruzada até Levante. O rei começou a fazer preparações para passagem com governantes amigáveis perto de Levante, impondo economias eficientes na criadagem real e arrumando navios e transporte: ele parecia super ansioso para participar. Os planos de Henrique refletiam suas fortes crenças religiosas, mas também davam-lhe credibilidade internacional ao discutir a devolução de suas possessões na França.
Sua cruzada nunca aconteceu já que foi forçado a lidar com problemas na Gasconha, onde as severas políticas de Simão de Monforte, tenente do rei, provocaram um violento levante em 1252, que foi apoiado pelo vizinho rei Afonso X de Castela. A corte inglesa ficou dividida sobre o problema: Simão e Leonor afirmavam que a culpa da crise era dos gascões, enquanto Henrique e os Lusinhão culpavam o mau julgamento de Simão. Henrique e Leonor discutiram sobre a questão e se reconciliaram apenas no ano seguinte. O rei, forçado a intervir pessoalmente e realizou uma campanha eficiente e cara para ajudar os Lusinhão a estabilizar a província. Afonso assinou um tratado de aliança em 1254 e a Gasconha foi entregue a Eduardo, filho de Henrique, que se casou com a meia-irmã de Afonso, Leonor, criando uma duradoura paz com Castela.
Voltando da Gasconha, Henrique se encontrou com Luís pela primeira vez em um arranjo que fora negociado por suas esposas, com os dois reis se tornando bons amigos. A campanha custou mais de duzentas mil libras e usou todo o dinheiro que estava sendo guardado para a cruzada de Henrique, deixando-o com grandes dívidas e dependente de empréstimos concedidos por seu irmão Ricardo e também dos Lusinhão.

### Negócios na Sicília

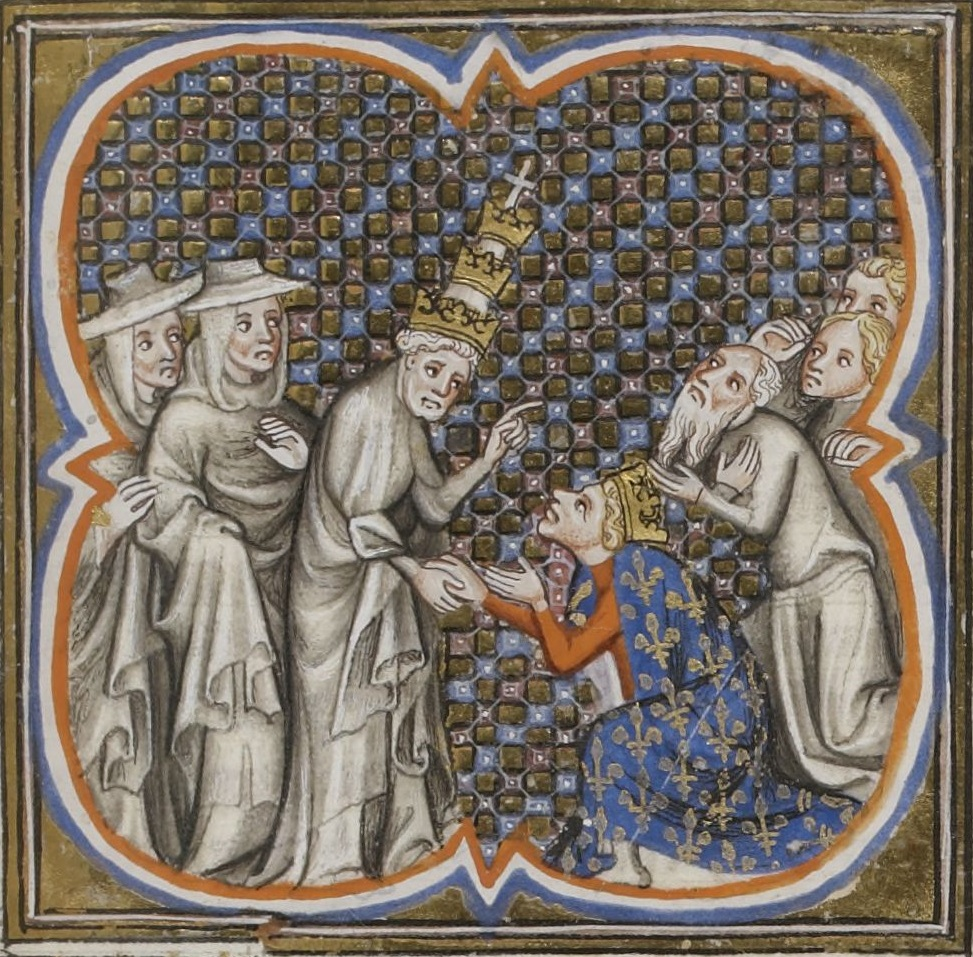
Representação do século XIV de Inocêncio IV com Luís IX, 1248

Henrique não abandonou suas esperanças para uma cruzada, porém tornou-se cada vez mais absorvido em uma tentativa de adquirir o rico Reino da Sicília para seu filho Edmundo. A Sicília havia sido controlada por Frederico II do Sacro Império Romano-Germânico, rival de muitos anos do papa Inocêncio IV. Quando Frederico morreu em 1250, o papa começou a procurar um novo governante, um que fosse especialmente mais favorável ao papado. Henrique via o reino tanto como um valioso prêmio para seu filho quanto uma excelente base para iniciar cruzadas rumo ao oriente. Ele, praticamente sem consultar sua corte, chegou a um acordo com o papa em 1254 que Edmundo seria o próximo rei. Inocêncio pediu para Henrique enviar Edmundo com um exército para retomar a Sicília de Manfredo, filho de Frederico, oferecendo-se para contribuir com as despesas da campanha.
Inocêncio morreu em 1254 e foi sucedido por Alexandre IV, que estava enfrentando uma pressão militar cada vez maior do império. Ele não podia mais pagar pelas despesas de Henrique, acabando por exigir que o rei compensasse o papado pelas noventa mil libras gastas até aquele momento. Era uma enorme quantia e Henrique pediu ajuda ao parlamento em 1255, sendo recusado; ele tentou outras vezes, porém por volta de 1257 apenas uma assistência parlamentar parcial havia sido oferecida. Alexandre ficou cada vez mais insatisfeito com os subterfúgios do rei e enviou em 1258 um emissário à Inglaterra, ameaçando excomungar Henrique se ele não pagasse suas dívidas ao papado e enviasse o prometido exército à Sicília. O parlamento negou novamente ajudá-lo com a arrecadação do dinheiro. Ao invés disso Henrique extorquiu o alto clero, forçando-o a assinar escrituras em branco, prometendo pagar quantidades praticamente ilimitadas de dinheiro para apoiar os esforços do rei, chegando a arrecadar quarenta mil libras. A Igreja da Inglaterra achou que o dinheiro estava sendo desperdiçado no conflito.
Enquanto isso, Henrique tentou influenciar as eleições no Sacro Império Romano-Germânico, que nomearia um novo Rei dos Romanos. Quando os candidatos germânicos não conseguiram reunir apoio suficiente, Henrique começou a apoiar a candidatura de seu irmão Ricardo, realizando doações para potenciais apoiadores. Ricardo foi eleito em 1256 com possibilidade de ser eleito sacro imperador, mas ainda assim continuou a participar ativamente da política inglesa. Sua eleição não foi totalmente bem recebida na Inglaterra; era visto como um conselheiro de pensamento moderado e sensível, com sua presença fazendo falta para alguns barões, porém também enfrentou críticas, provavelmente incorretas, de financiar sua campanha com dinheiro inglês. Apesar de Henrique agora possuir um apoio maior no império para uma potencial aliança contra Luís, os dois pareciam estar aproximando-se de uma reconciliação pacífica; para Henrique, um tratado de paz permitiria que ele focasse sua atenção na Sicília e em sua cruzada.

## Reinado posterior

### Revolução

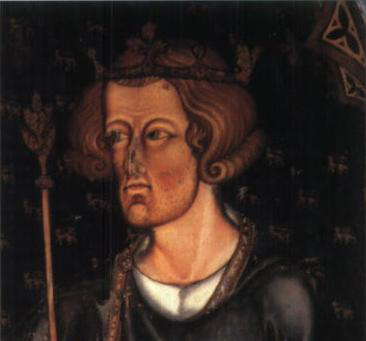
Representação do final do século XIII ou início do XIV de Eduardo, filho mais velho de Henrique

Em 1258, os barões ingleses se revoltaram contra Henrique. A raiva cresceu sobre o modo como os oficiais do rei estavam arrecadando fundos, a influência dos poitevinos na corte e sua impopular polícia na Sicília; até a Igreja da Inglaterra tinha reclamações sobre o tratamento que recebia de Henrique. Os galeses ainda estavam em revolta e agora aliavam-se com os escoceses. Ele também estava com pouco dinheiro; apesar de ainda ter algumas reservas de ouro e prata, elas não eram suficientes para cobrir suas potenciais despesas, incluindo a campanha na Sicília e a dívida ao papado. Críticos sugeriam que Henrique nunca teve a intenção de se juntar às cruzadas e que estava na verdade querendo lucrar da coleta dos dízimos cruzados. Para agravar a situação, as colheitas da Inglaterra foram ruins. Existia um forte sentimento na corte que o rei seria incapaz de liderar o reino durante esses problemas.
O descontentamento chegou ao limite em abril quando sete grandes barões ingleses e saboiados – Simão de Monforte, Rogério e Hugo Bígodo, João FitzGeoffrey, Pedro de Monforte, Pedro de Saboia e Ricardo de Clare – secretamente formaram uma aliança para expulsar os Lusinhão da corte, uma movimentação que provavelmente foi apoiada pela rainha. No dia 30, Hugo Bígodo marchou para Westminster no meio do parlamento com o apoio de seus co-conspiradores, realizando um golpe de estado. Temendo que fosse aprisionado, Henrique concordou em abandonar sua política de reinado pessoal e, ao invés disso, governar através de um conselho de 24 barões e clérigos, metade escolhidos por ele e metade pelos barões. Porém, suas indicações vinham dos odiados Lusinhão.
A pressão por reformas continuou a crescer e um novo parlamento se reuniu em junho, aprovando um conjunto de medidas conhecidas como Provisões de Oxford, que Henrique prometeu cumprir. As provisões criaram um pequeno conselho de quinze membros, escolhidos apenas pelos barões, que tinham o poder de nomear o justiceiro, chanceler e tesoureiro da Inglaterra, que seriam monitorados através de parlamentos trienais. A pressão dos barões menores e da pequena nobreza em Oxford também ajudou a forçar reformas maiores, que tinham a intenção de limitar o abuso do poder tanto dos oficiais reais quanto dos grandes barões. O conselho eleito tinha membros da elite saboiana, más nenhum poitevino, com o novo governo imediatamente tomando medidas para exilar os principais Lusinhão e tomar importantes castelos pelo reino.
Os desacordos entre os principais barões envolvidos logo ficaram evidentes. Simão defendeu reformas radicais que colocariam mais limitações na autoridade e poder dos grandes barões e da coroa; outros, como Hugo Bígodo, promoveram apenas mudanças moderadas, enquanto barões conservadores como Ricardo expressaram sua preocupação sobre as limitações já existentes aos poderes do rei. Eduardo, filho mais velho de Henrique, inicialmente era contra a revolução, porém aliou-se com Simão e ajudou a aprovar as radicais Provisões de Westminster em 1259, que introduziam limites maiores nos grandes barões e oficiais reais locais.

### Crise

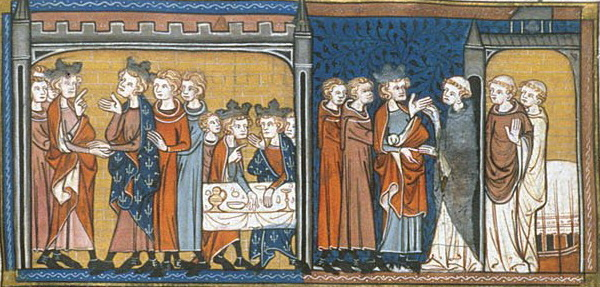
Representação do século XIV de Henrique visitando Luís em Saint-Denis

Nem Henrique ou os barões conseguiram restaurar a estabilidade na Inglaterra nos quatro anos seguintes, com o poder alternando entre diferentes facções. Entretanto, uma das prioridades do novo regime era acertar a duradoura disputa com a França e, em 1259, Henrique e Leonor foram para Paris negociar os detalhes finais de um acordo de paz com Luís, escoltados por Simão e grande parte do governo baronial. Sob os termos do tratado, Henrique abriu mão das reivindicações de suas terras no norte da França, porém foi confirmado como o legítimo governante da Gasconha e vários outros territórios no sul, prestando homenagem e reconhecendo Luís como seu senhor feudal dessas possessões.
Quando Simão voltou para a Inglaterra, Henrique ficou em Paris com o apoio de Leonor e aproveitou para reafirmar o poder real e começar a emitir ordens independentemente dos barões. Ele finalmente voltou em abril de 1560 para retomar o poder, enquanto o conflito entre Ricardo e Simão estava crescendo. Seu irmão Ricardo serviu de mediador e impediu um conflito armado; Eduardo se reconciliou com o pai e Simão foi a julgamento por suas ações. Henrique não conseguiu manter seu poder e em outubro uma coalizão liderada por Simão, Ricardo e Eduardo brevemente tomou o controle, porém o conselho baronial entrou no caos em um mês.
Henrique continuou a publicamente apoiar as Provisões de Oxford, porém secretamente conversou com o papa Urbano IV esperando ser absolvido do juramento. Em junho de 1261, o rei anunciou que Roma o havia liberado de suas promessas e prontamente realizou um contragolpe com o apoio de Eduardo. Ele purgou os xerifes e retomou o controle de muitos castelos reais. A oposição baronial liderada por Simão e Ricardo se reuniu em oposição e realizou seu próprio parlamento independentemente do rei, também estabelecendo um sistema local de governo  rival pela Inglaterra. Henrique e Leonor mobilizaram seus próprios apoiadores e contrataram um exército mercenário estrangeiro. Os barões recuaram ao enfrentarem a ameaça de uma guerra civil: Ricardo trocou de lado mais uma vez, Simão foi para o exílio na França e a resistência baronial ruiu.
O governo baseava-se principalmente em Leonor e seus apoiadores saboianos, tendo vida curta. Henrique tentou resolver a crise permanentemente ao forçar os barões a concordarem com o Tratado de Kingston. Este tratado apresentava um sistema de arbitragem para resolver litígios pendentes entre o rei e os barões, usando Ricardo como primeiro juiz, apoiado por Luís caso Ricardo não conseguisse chegar a um acordo. Henrique suavizou algumas de suas políticas em resposta às preocupações dos barões, porém ele logo começou a atacar seus inimigos políticos e recomeçar sua impopular política da Sicília. Seu governo enfraqueceu com morte de Ricardo, já que seu herdeiro Gilberto aliou-se aos radicais; a posição do rei foi minada ainda mais por grandes incursões galesas pelas Bordas e pela decisão do papa de reverter seu julgamento sobre as Provisões, desta vez confirmando-as como legítimas. A autoridade de Henrique se desintegrou no começo de 1263 e o reino voltou ao estado de guerra civil.

### Segunda Guerra dos Barões

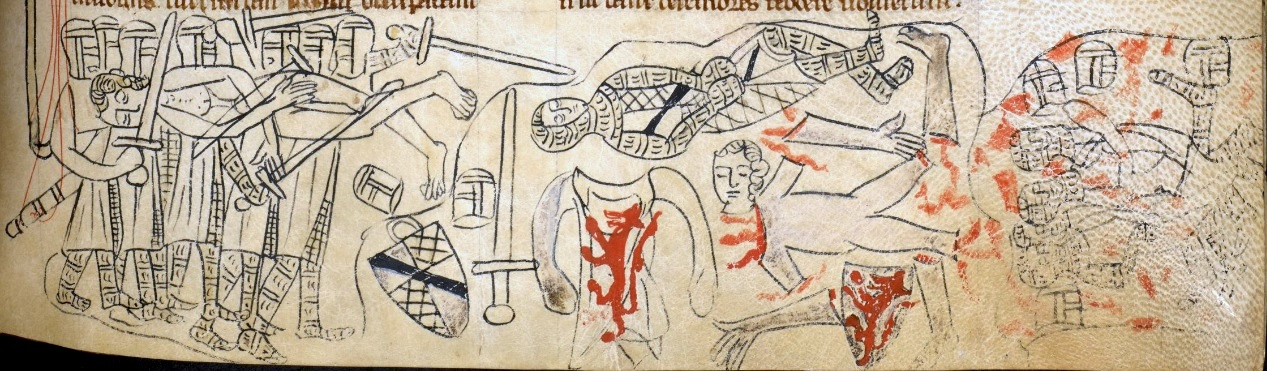
Representação do século XIII da mutilação de Simão depois da Batalha de Evesham. Por Mateus de Paris

Simão voltou para a Inglaterra em abril de 1263 e reuniu um conselho dos barões rebeldes em Oxford para perseguir objetivos anti-poitevinos. A revolta estourou pouco depois nas Bordas Galesas e o reino entrou em uma nova guerra civil em outubro entre Henrique, apoiado por Eduardo, Hugo Bígodo e outros barões conservadores, contra Simão, Gilberto e os radicais. O casal real ficou preso na Torre de Londres pelos rebeldes; Leonor tentou fugir pelo Tâmisa para juntar-se às forças de Eduardo em Windsor, porém foi forçada a recuar pelas multidões. Simão fez os dois prisioneiros e os rebeldes substituíram completamente o governo real e criadagem com seus próprios homens, apesar de afirmarem que estava governando em nome de Henrique.
A coalizão de Simão rapidamente começou a se fragmentar e Henrique reconquistou sua liberdade de movimentação, com mais caos se espalhando pela Inglaterra. Henrique apelou a Luís para arbitrar a disputa, como havia sido estipulado pelo Tratado de Kingston; Simão era inicialmente contra a ideia, porém enquanto a guerra ficava mais provável novamente ele decidiu concordar também com a arbitração francesa. Henrique foi pessoalmente a Paris acompanhado por representantes de Simão. Os argumentos legais de Simão inicialmente se mantiveram, porém Luís anunciou em janeiro de 1264 o Mise de Amiens, condenando os rebeldes, mantendo os direitos do rei e anulando as Provisões de Oxford. Luís tinha suas próprias visões sobre os direitos dos reis sobres os barões, porém foi influenciado por sua esposa Margarida da Provença, irmã de Leonor, e pelo papa. Henrique deixou Leonor em Paris para reunir reforços mercenários e voltou para a Inglaterra em fevereiro de 1264, onde a violência estava crescendo depois da impopular decisão francesa.
A Segunda Guerra dos Barões estourou em abril de 1264 quando Henrique liderou um exército até os territórios de Simão nas Midlands, avançando sudeste para reconquistar uma importante rota para a França. Simão marchou em perseguição e os dois exércitos se encontraram em 14 de maio na Batalha de Lewes. As forças de Henrique foram subjugadas apesar da superioridade numérica. Seu irmão Ricardo foi capturado; o rei e Eduardo recuaram até um priorado local e se renderam no dia seguinte. Henrique foi forçado a perdoar os rebeldes e reinstalar as Provisões de Oxford, deixando-o, como o historiador Adrian Jobson descreve, "pouco mais que uma pessoa representativa".
Simão não conseguiu consolidar sua vitória e a desordem continuou. Na França, Leonor fez planos para uma invasão da Inglaterra com o apoio de Luís, enquanto Eduardo conseguiu fugir em maio e formar um novo exército. Eduardo perseguiu as forças de Simão pelas Bordas antes de atacar Kenilworth, voltando sua atenção novamente ao líder rebelde. Simão, acompanhado por Henrique ainda como cativo, não conseguiu recuar e ocasionou a Batalha de Evesham. Eduardo triunfou e o corpo de Simão foi mutilado pelos vitoriosos; o rei, que estava usando uma armadura emprestada, quase foi morto pelas forças do filho durante a luta antes de ser reconhecido e levado em segurança. A rebelião ainda arrastava-se em alguns lugares, com alguns dos rebeldes reunidos em Kenilworth, que Henrique e Eduardo tomaram em 1266 depois de um longo cerco. Os bolsões de resistência remanescentes foram subjugados, com os últimos rebeldes, encurralados na Ilha de Ely, se rendendo em julho de 1267.

### Reconciliação e reconstrução
Henrique rapidamente se vingou de seus inimigos após a Batalha de Evesham. Ele imediatamente ordenou o sequestro de bens de todas as terras dos rebeldes, iniciando uma onda de saques caóticos por todo o país. Henrique foi inicialmente contra qualquer moderação, porém foi persuadido em outubro de 1266 por Otobuono de' Fieschi, legado papal, a ser menos dracônico, publicando o Dícto de Kenilworth, que permitia o retorno das terras rebeldes em troca de pagamentos e severas multas. Seguiu-se o Estatuto de Marlborough em novembro de 1267, que efetivamente republicou grande parte das Provisões de Westminster, colocando limitações nos poderes de oficiais reais locais e dos barões, porém sem restringir a autoridade real central. Henrique havia feito o Tratado de Montgomery em setembro com Llywelyn, reconhecendo-o como Príncipe de Gales e entregando substanciais concessões de terras.
Henrique estava cada vez mais doente nos últimos anos de seu reinado, procurando garantir a paz em seu reino e suas próprias devoções religiosas. Eduardo se tornou Comissário da Inglaterra e começou a ter um papel mais proeminente no governo. As finanças reais estavam em estado precário como resultado da guerra, ficando claro em 1268 quando Eduardo juntou-se às cruzadas que novos impostos eram necessários. O rei ficou preocupado que a ausência do filho iria encorajar mais revoltas, porém foi convencido por Eduardo a negociar com vários parlamentos para arrecadar dinheiro nos dois ano seguintes. Henrique inicialmente havia revertido as várias penalidades contra os judeus que Simão havia colocado, porém reapresentou amplas medidas anti-judeus ao final de seu reinado sob pressão do parlamento. Ele continuou a investir na Abadia de Westminster, que tornou-se uma substituta para o mausoléu angevino na Abadia de Fontevraud, e supervisionou uma grande cerimônia em 1269 para re-enterrar Eduardo, o Confessor, em um suntuoso novo santuário, ajudando pessoalmente a carregar o corpo para seu novo lugar de descanso.

## Morte

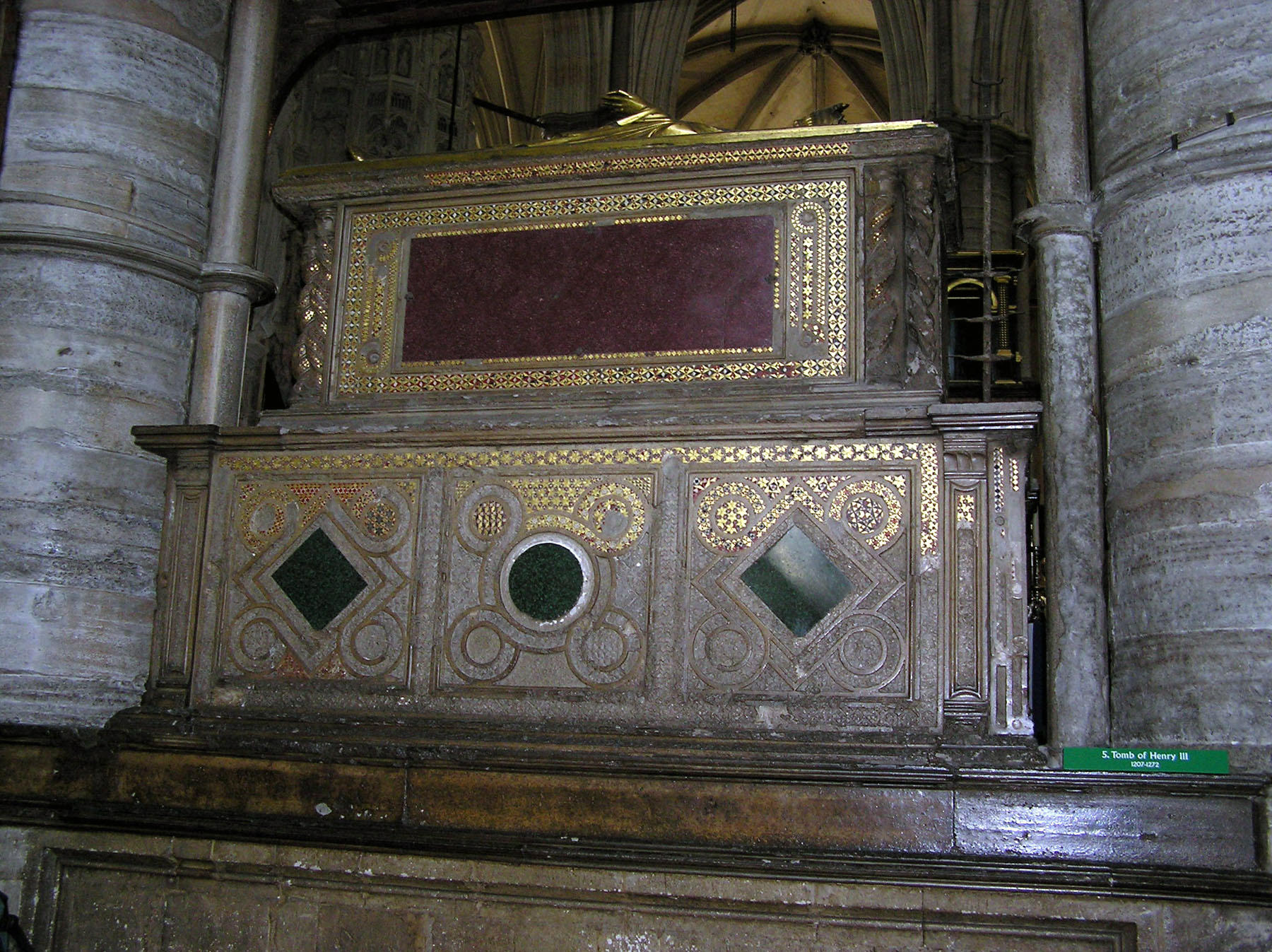
A tumba de Henrique na Abadia de Westminster

Eduardo partiu em 1270 para a Oitava Cruzada, liderada por Luís, porém Henrique ficou cada vez mais doente; cresceram as preocupações de uma nova rebelião e o rei escreveu ao filho no ano seguinte pedindo sua volta, porém Eduardo não retornou. Henrique se recuperou um pouco e anunciou suas renovadas intenções de seu juntar as cruzadas, porém nunca conseguiu ficar com a saúde completa e acabou morrendo na tarde de 16 de novembro de 1272 em Westminster, provavelmente com Leonor ao seu lado. Ele foi sucedido por Eduardo, que lentamente voltou para a Inglaterra através da Gasconha, chegando apenas em agosto de 1274.
Henrique foi enterrado na Abadia de Westminster originalmente em frente do altar-mor, seguindo seu pedido, no antigo lugar de descanso de Eduardo, o Confessor. Trabalhos começaram em uma tumba muito maior alguns anos depois e Eduardo moveu o corpo do pai em 1290 para sua atual localização dentro da abadia. Sua efígie funerária foi produzida com latão dourado, tendo sido projetada e forjada nos terrenos da abadia por Guilherme Torell; diferentemente de outras efígies do período, é em um estilo particularmente realista, porém provavelmente não é muito parecida em aparência com o próprio Henrique.
Leonor provavelmente esperava que Henrique fosse reconhecido como santo, como seu contemporâneo Luís IX havia sido; de fato, a tumba final de Henrique é semelhante ao santuário de um santo, completada por nichos possivelmente destinados a receber as relíquias. Quando o corpo do rei foi exumado em 1290, contemporâneos relataram que o corpo estava em perfeitas condições e que a barba longa de Henrique permanecia bem preservada, que na época era considerado um sinal de puridade santa. Milagres começaram a serem relatos na tumba, porém Eduardo era cético sobre as teorias. Os relatos pararam e Henrique nunca foi canonizado. Seu coração foi retirado em 1292 e re-enterrado na Abadia de Fontevraud junto aos corpos de sua família angevina.

## Legado

### Historiografia

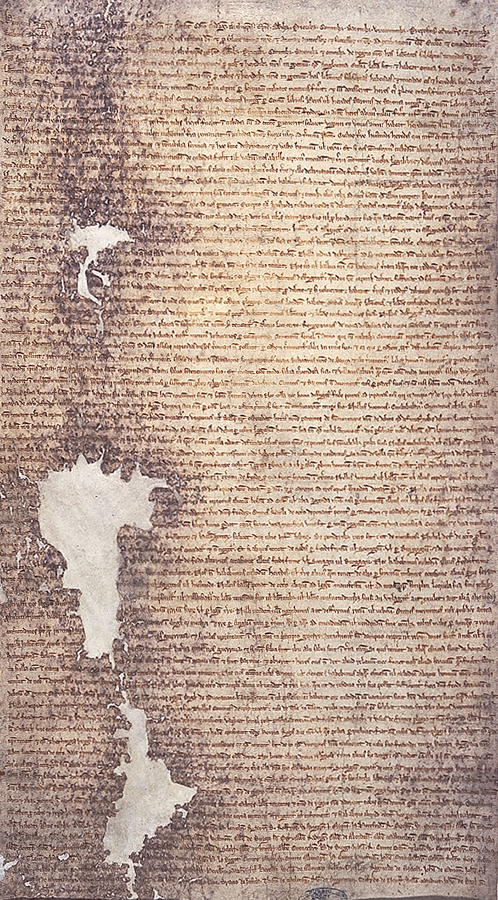
A Magna Carta de 1225

As primeiras histórias do reinado de Henrique emergiram durante os séculos XVI e XVII, dependendo principalmente de relatos de crônicos medievais, particularmente dos trabalhos de Rogério de Wendover e Mateus de Paris. Esses primeiros historiadores foram influenciados por preocupações contemporâneas sobre os papéis da igreja e do estado, examinando a mudança de natureza da monarquia sob Henrique, o surgimento do nacionalismo inglês durante o período e aquilo que foi visto como a influência maligna do papado. Historiadores durante a Guerra Civil Inglesa também traçaram paralelos entre as experiências de Henrique e aquelas do deposto e executado Carlos I.
Por volta do século XIX, historiadores vitorianos como William Stubbs, James Ramsay e William Hunt procuraram entender como o sistema político inglês evoluiu no decorrer do período de Henrique. Eles exploraram o surgimento de instituições parlamentares em seu reinado e simpatizaram com as preocupações dos crônicos sobre o papel desempenhado pelos poitevinos na Inglaterra. Esse foco foi levado às pesquisas do início do século XX, como a obra de Kate Norgate em 1913, que continuou a usar pesadamente os relatos dos crônicos e focar-se principalmente nas questões constitucionais, possuindo um distinto viés nacionalista.
Os registros financeiros e oficiais do reinado de Henrique tornaram-se acessíveis aos historiadores depois de 1900, incluindo rolos de papéis, registros da corte, correspondências e registros da administração das florestas reais. Thomas Tout fez grande uso dessas novas fontes na década de 1920, com historiadores pós-guerra focando-se particularmente nas finanças de Henrique, destacando suas dificuldades financeiras. Essa onda de pesquisas culminou nas duas grandes obras biográficas escritas por sir F. M. Powicke, publicadas em 1948 e 1953, que formaram a história estabelecida do rei pelas três décadas seguintes.
O reinado de Henrique não recebeu muita atenção dos historiadores após a década de 1950: nenhuma biografia substancial foi escrita após Powiche e o historiador John Beeler observou na década de 1970 que a cobertura do reinado de Henrique por historiadores militares permaneceu pequena. Entretanto, houve um interesse renovado na história inglesa do século XIII ao final do XX, resultando na publicação de várias obras especializadas em diferentes aspectos do reinado de Henrique, incluindo finanças do governo e o período de sua minoridade. Biografias atuais mostram os lados positivo e negativo dele: o historiador David Carpenter julga que Henrique foi um homem decente, porém falhou como governante por sua ingenuidade e incapacidade de apresentar planos realistas de reforma, um tema ecoado por Huw W. Ridgeway, que também salienta seu desapego e incapacidade de gerenciar sua corte, porém também o considera como tendo sido "essencialmente um homem de paz, gentil e piedoso".

### Cultura popular
A vida de Henrique foi representada em uma série de ilustrações desenhadas e coloridas pelo cronista Mateus de Paris, a maioria feitas nas margens de sua Cronica Majora. Mateus encontrou Henrique pela primeira vez em 1236 e teve uma longa relação com o rei, apesar do crônico não gostar de muitas das ações do monarca; consequentemente, suas ilustrações são frequentemente pouco lisonjeiras para com o rei. Henrique foi também representado na poesia de seu contemporâneo italiano Dante Alighieri, que o representou em sua obra Divina Comédia como um exemplo de governante negligente, sentando sozinho no Purgatório do lado oposto a outros reis fracassados. Não se sabe exatamente porque ele é mostrado separado de seus contemporâneos; possíveis explicações incluem que isso foi um código que Alighieri usou para dizer que a Inglaterra não era parte do Sacro Império Romano-Germânico. Diferentemente de outros reis medievais, Henrique não apareceu nas obras de William Shakespeare no século XVI e não foi o sujeito de muitos filmes, peças teatrais ou séries televisivas no período moderno, tendo uma presença e papel mínimos na cultura popular.

## Descendência
Henrique e Leonor tiveram cinco filhos:
1. Eduardo (17/18 de junho de 1239 – 7 de julho de 1307), casou-se com Leonor de Castela e Margarida de França, com descendência.[321]
2. Margarida (29 de setembro de 1240 – 26 de fevereiro de 1275), casou-se com Alexandre III da Escócia, com descendência.[321]
3. Beatriz (25 de junho de 1242 – 24 de março de 1275), casou-se com João II, Duque da Bretanha, com descendência.[321]
4. Edmundo (16 de janeiro de 1245 – 5 de junho de 1296), casou-se com Avelina de Forz e Branca de Artois, com descendência.[321]
5. Catarina (25 de novembro de 1253 – 3 de maio de 1257), morreu jovem.[321]

Henrique não teve nenhum filho ilegítimo.